# أبر كالسكاغ
أبر كالسكاغ (بالإنجليزية: Upper Kalskag, Alaska)‏ هي مدينة تقع في ولاية ألاسكا في الولايات المتحدة. تبلغ مساحة هذه المدينة 10.7 (كم²)، وترتفع عن سطح البحر 12 م، بلغ عدد سكانها 210 نسمة في عام 2010 حسب إحصاء مكتب تعداد الولايات المتحدة.

## الكثافة السكانية
حسب تعداد الولايات المتحدة 2000, كان هنالك 230 نسمة, 62 منزل و 44 عائلة في من سكان أبر كالسكاغ.

## وصلات خارجية
- Community Information